# Angolo supplementare

Angoli supplementari

In geometria, un angolo supplementare è un angolo di ampiezza tale che, sommato ad un altro angolo dato, permette di ottenere un angolo piatto, cioè di 180 gradi.
Da tale definizione si potrebbe dire che gli angoli supplementari sono due angoli che sommati hanno un'ampiezza totale di 180°.
Se i due angoli, poi, oltre che supplementari sono anche consecutivi, cioè un lato e il vertice e in comune si diranno angoli adiacenti e formano un angolo piatto.
In geometria euclidea:
- due angoli di un quadrato o di un rettangolo sono chiamate supplementari,
- gli angoli che un lato obliquo forma con le due basi di un trapezio sono supplementari.